# Rudník (district de Košice-okolie)
Rudník (allemand : Redneck) , est un village de Slovaquie situé dans la région de Košice.

## Histoire
Première mention écrite du village en 1255.
La localité fut annexée par la Hongrie après le premier arbitrage de Vienne le 2 novembre 1938. En 1938, on comptait 614 habitants dont 3 d'origines juives. Elle faisait partie du district de Cserhát-Encs (hongrois : Cserhát-encsi járás). Durant la période 1938 - 1945, le nom hongrois Rudnok était d'usage. À la libération, la commune a été réintégrée dans la Tchécoslovaquie reconstituée.

## Démographie

### Évolution de la population
| Année:               | 1994. | 2004.    | 2014.   | 2024.   |
| -------------------- | ----- | -------- | ------- | ------- |
| Nombre de personnes: | 675   | 607      | 605     | 624     |
| Différence:          |       | -10,07 % | -0,32 % | +3,14 % |

| Année:               | 2023. | 2024.   |
| -------------------- | ----- | ------- |
| Nombre de personnes: | 622   | 624     |
| Différence:          |       | +0,32 % |